# Periphylla periphylla
Periphylla periphylla är en manet som förekommer i varma och tempererade hav världen över. Olik andra maneter utvecklas den utan något fastsittande polypstadium. Den har också förmågan att alstra ljus.

## Kännetecken
Djuret blir omkring 20–30 centimeter och är genomskinligt, undantaget magen som är rödaktig. Färgen har troligen syftet att dölja ljusalstrande bytesdjur som ingått i födan. Klockans övre del är styv och konisk och antalet tentakler är tolv.

## Utbredning
P. periphylla förekommer inte i de kallare antarktiska och arktiska havsområdena, men är i övrigt mycket vitt spridd. Vanligen lever den på djupt vatten i öppna hav, från 500 meter ned till närmare 7 000 meter, men den kan ibland även hittas på grundare vatten, som i Norges fjordar.

## Levnadssätt
Maneten tillbringar hela sitt liv i det öppna havet och de befruktade äggen släpps fritt i vattnet. Dessa utvecklas sedan till medusor. Någon förekomst av ephyralarver har inte observerats för arten.